# Edgars Nemme
Edgars Nemme est un bobeur letton né le 9 juin 1996.

## Palmarès

### Championnats monde
- : médaillé d'argent en bob à 4 aux championnats monde de 2023.

### Coupe du monde
- 1 podium : 
  - en bob à 4 : 1 victoire.

#### Détails des victoires en Coupe du monde
| Édition   | Bob à 2 | Bob à 4      |
| 2021-2022 |         | Saint-Moritz |